# Castropodame
Castropodame település Spanyolországban, León tartományban. Lakosainak száma 1574 fő (2024).

## Földrajza
Castropodame Molinaseca, Congosto, Bembibre, Torre del Bierzo és Santa Colomba de Somoza községekkel határos.

## Népesség
A település lakosságának változását az alábbi diagram mutatja:
| Lakosok száma | 1839 | 1854 | 1851 | 1816 | 1805 | 1753 | 1680 | 1628 | 1577 | 1574 |
|               | 2001 | 2004 | 2007 | 2009 | 2012 | 2014 | 2017 | 2019 | 2022 | 2024 |